# Плавов, Пётр Сергеевич
Пётр Сергеевич Плавов (Половов) (1794—1864) — русский архитектор, академик Императорской Академии художеств.

## Биография
Родился 8 (19) июня 1794 года.
В 1803—1815 годах обучался в Императорской Академии Художеств, где в 1812 и 1813 годах получил соответственно малую и большую серебряные медали, и в 1815 году окончил Академию с званием художника архитектуры XIV класса. 25 января 1816 года определен на службу по ведомству Санкт-Петербургского военного генерал-губернатора помощником архитектора Луиджи (Алоизия Ивановича) Руска.
17 июля 1818 году причислен в ведомство Кабинета Его Императорского Величества в прежнем звании и состоял там, под руководством архитектора К. И. Росси, до 20 мая 1819 года, когда был переведен в ведомство учреждений Императрицы Марии.
В 1826 году по распоряжению императрицы Марии Фёдоровны командирован в Смоленскую губернию для исполнения поручений по постройкам в имении, принадлежавшем Московскому Воспитательному Дому.
В 1828 году определен помощником архитектора по Обуховской больнице, по городским больницам и по больнице Всех Скорбящих. В 1831 году Плавов состоял уже архитектором при всех этих больницах, а в следующем году, кроме того, исполнял должность архитектора Воспитательного Дома, в которой и был утвержден 16 мая 1833 года.
В 1835 году назначен старшим архитектором по ведомству Попечительного Совета Заведений Общественного Призрения в Петербурге, со 2 мая 1849 года являлся главным архитектором Опекунского Совета. 16 мая 1853 года назначен главным архитектором Ведомства Учреждений Императрицы Марии, с причислением к IV Отделению Собственной Его Императорского Величества Канцелярии и с увольнением от прочих должностей.
В 1858 году командирован в Нижний Новгород для освидетельствования вновь возведенных там зданий Мариинского института благородных девиц, с поручением осмотреть на обратном пути здания всех московских учреждений ведомства Императрицы Марии.
4 июля 1860 года, по расстроенному здоровью, Плавов был уволен от службы, а 31 июля (12 августа) 1864 года умер на даче, близ Парголовской дороги, на Поклонной горе. Был похоронен на Лазаревском кладбище Александро-Невской лавры. Он завещал капитал около 7000 р. на градскую богадельню с тем, чтобы на проценты с этого капитала содержалось пять кроватей, наименованных по Высочайшему повелению «Плавовскими».
В итоге своей более чем 44-летней службы получил чин статского советника и 27 сентября 1834 года, «во внимание к любви и к заслугам его по части искусств», был возведён Академией художеств в звание почетного вольного общника.

## Основные работы
Главной из работ Плавова стал построенный в 1836—1839 годах женский корпус Обуховской больницы (ныне — Клиника Военно-медицинской академии на Загородном пр., д. 47), считавшейся специалистами одной из лучших в то время больниц в России. Кроме того, им построены: дом барона Фредерикса (1830 год, Владимирский проспект, д. 13), четырёхэтажное каменное здание для 600 грудных детей с кормилицами, две каменные бани и галереи в саду для воспитанников при Императорском Воспитательном Доме; трехэтажное здание для летних палат, службы и усыпальница при больнице Св. Марии Магдалины; два флигеля для умалишённых и ещё несколько строений при больнице Всех Скорбящих Радости; трехэтажный флигель, для соединения двух главных корпусов здания Воспитательного Дома на набережной Мойки, 52, два дома и три флигеля, чугунная решетка на цоколе вокруг садов там же (1839—1843 гг.); церковь и две бани с водопроводами для служащих — при Градских богадельнях; церковь и рекреационный зал при Коммерческом Училище; два флигеля для Градских богаделен; флигель при Мариинском Сиротском Отделении; Покровская церковь (1832—1834 гг.), хозяйственная постройка «Куракина дача» (1844—1848 гг.) и несколько других зданий при Гатчинском Сиротском Институте (впоследствии переименован в Николаевский сиротский институт), здания при Александровском Сиротском Доме, при Петропавловской больнице, при Мариинской больнице, часовня с прозекторской при Калинкинской больнице (1856 г.) и много других работ.
Кроме того, в 1844—1847 годах Плавовым перестроено здание Училища глухонемых с церковью Петра и Павла на ул. Гороховой, д. 18/54, в 1834—1839 годах — здание Опекунского совета на ул. Казанской, д. 7.